# アエロフロート25便墜落事故
アエロフロート25便墜落事故（アエロフロート25びんついらくじこ）は1963年4月4日に発生した航空事故である。シェレメーチエヴォ国際空港発イェメリャノヴォ空港行きだったアエロフロート25便（イリューシン Il-18V）が、飛行中にエンジン故障に陥り、墜落した。乗員乗客67人全員が死亡した。

## 事故機
事故機のイリューシン Il-18V（СССР-75866）は1958年12月9日に製造され、1963年3月に納入されたばかりであり、飛行時間154時間、64サイクルでの全損となった。

## 事故の経緯
25便は、3時12分にモスクワを出発し、6,000メートル (20,000 ft)まで上昇した。燃料消費を減らすため、パイロットは8,000メートル (26,000 ft)への上昇を要求したが、付近にTu-104がいたため当初は許可されなかった。4時15分、Tu-104がカナシュを通過したと報告し、その時点で25便から40-50km離れていたので、4時22分に8,000メートル (26,000 ft)までの上昇を許可した。4時26分、25便は上昇の許可を確認し、7,500メートル (24,600 ft)でライシェヴォを通過したと報告した。これが管制官との最後の交信となり、4分後に管制官が呼び掛けた時には応答はなかった。
8,000メートル (26,000 ft)への上昇中に突如、第4エンジンが逆推力になった。そのため、機体は右に傾き始めた。パイロットは、右翼側のどちらのエンジンに異常が起きたか分からなかったため、どちらのエンジンもフェザリングにした。激しい抗力により機体は急降下し、150 - 200メートル (490 - 660 ft)付近で一時的にコントロールを取り戻した。しかし、機体を急降下から立て直すには高度が低すぎ、4時30分に270 - 324ノット (500 - 600 km/h)の速度で地面に激突した。

## 事故原因
事故調査委員会は、墜落原因として最もあり得るのは、第4エンジンのプロペラのピッチ制御機構の故障であると述べた。ピッチ制御機構の故障により、変速装置も異常をきたし、第4エンジンが逆推力状態となった。パイロットはどのエンジンが抗力を生んでいるのか判別できなかったため、右翼側の両エンジンをフェザリング状態にした。右翼側の両エンジンをフェザリングにしたため、機体は急降下を始め、補助翼が脱落した。シミュレーションにより、ピッチ制御機構の故障は、AV-68Iプロペラの製造時の組み立て不良が原因だとされた。制御機構の異常は飛行中には判別できず、検査中にネジを調べなければ分からないものだった。